# Nargis (attrice)
Fatima Rashid, detta Nargis (Calcutta, 1º giugno 1929 – Bombay, 3 maggio 1981), è stata un'attrice indiana.
Nargis ha spesso rappresentato donne sofisticate ed indipendenti. In particolare, è diventata molto famosa per l'interpretazione di Radha nel film Madre India, nel 1957.
L'anno dopo sposò Sunil Dutt che nel film interpretava suo figlio.
I due hanno avuto tre figli, di cui il più famoso è Sanjay Dutt, apprezzato attore di Bollywood.

## Filmografia
- Talashe Haq (1935)
- Tamanna (1942)
- Taqdeer (1943)
- Humayun (1945)
- Bisvi Sadi (1945)
- Nargis (1946)
- Mehandi (1947)
- Mela (1948)
- Anokha Pyar (1948)
- Anjuman (1948)
- Aag (1948)
- Roomal (1949)
- Lahore (1949)
- Darogaji (1949)
- Barsaat (1949)
- Andaz (1949)
- Pyaar (1950)
- Meena Bazaar (1950)
- Khel (1950)
- Jogan (1950)
- Jan Pahchan (1950)
- Chhoti Bhabbi (1950)
- Babul (1950)
- Aadhi Raat (1950)
- Saagar (1951)
- Pyar Ki Baaten (1951)
- Hulchul (1951)
- Deedar (1951)
- Awaara, regia di Raj Kapoor (1951)
- Sheesha (1952)
- Bewafaa (1952)
- Ashiana (1952)
- Anhonee (1952)
- Amber (1952)
- Shikast (1953)
- Paapi (1953)
- Dhoon (1953)
- Aah (1953)
- Angarey (1954)
- Shree 420, regia di Raj Kapoor (1955)
- All'erta (Jagte Raho), regia di Shambu Mitra e Amit Moitra (1956)
- Chori Chori (1956)
- Pardesi
- Madre India (Mother India), regia di Mehboob Khan (1957)
- Lajwanti (1958)
- Ghar Sansar (1958)
- Adalat (1958)
- Yaadein (1964)
- Raat Aur Din (1967)